# Джинн Бейтс
Джинн Бейтс (англ. Jeanne Bates; 21 травня 1918, Берклі, Каліфорнія — 28 листопада 2007, Лос-Анджелес, Каліфорнія) — американська актриса радіо, кіно і телебачення, менш відома як актриса театру.

## Біографія
Народилася 21 травня 1918 року у місті Берклі (штат Каліфорнія, США). Після закінчення середньої школи вступила до Коледжу Сан-Матео, де почала грати в радіопостановках. Пізніше, як успішна кіноактрисою, озвучила персонажів у двох епізодах радіо-серіалу «Димок зі ствола» (Post Martin, ефір від 13 грудня 1952; Newsma'am від 23 жовтня 1960).
У 1941 році переїхала до Голлівуду, сподіваючись стати кіноакторкою. Підписавши договір з Columbia Pictures, з 1943 року почала зніматися в фільмах; а з 1950 року — у серіалах і телефільмах, і надалі переважно працювала для телебачення, ніж для широкого екрану.
1981 року Бейтс поховала чоловіка, з яким прожила 38 років. На знак жалоби вона хотіла закінчити свою кінокар'єру і п'ять років не з'являлася на екранах. Тим не менш, у 1986 році вона знялася в епізодичній ролі в картині «Хапай і біжи», а потім, з 1989 року, знову стала більш-менш регулярно з'являтися у фільмах та серіалах.
8-11 липня 1982 року єдиний раз з'явилася на бродвейських підмостках: Бейтс виконала роль місіс Біксбі в мюзиклі Сім наречених для семи братів.
У 2001 році на екрани вийшов фільм «Малголленд Драйв», в якому 83-річна Бейтс зіграла свою останню роль.
Померла акторка 28 листопада 2007 року від раку молочної залози в районі Вудленд-Гіллз (місто Лос-Анджелес, Каліфорнія). Похована на цвинтарі «Голлівудські Пагорби».

## Особисте життя
8 жовтня 1943 року Бейтс вийшла заміж за чоловіка, не пов'язаного з кінематографом, на ім'я Луїс Ксав'є Ленсворт. Пара прожила разом 38 років до смерті чоловіка 14 листопада 1981 року. Дітей від шлюбу не було.
Бейтс була практикуючою англіканкою і членом Республіканської партії.

## Вибрана фільмографія
| Рік  | Назва                               | Роль                                                             | Примітка                                 |
| ---- | ----------------------------------- | ---------------------------------------------------------------- | ---------------------------------------- |
| 1951 | Смерть комівояжера                  | Мати                                                             |                                          |
| 1955 | Димок зі ствола                     | Місс Нолан (Smoking Out The Nolan's) Місс Ваятт (Night Incident) |                                          |
| 1969 | Меннікс                             | Мелінда Веббер                                                   | "Night Out Of Time" (сезон 2, епізод 10) |
| 1977 | Голова-гумка                        | Місіс Ікс                                                        |                                          |
| 1990 | Міцний горішок 2                    | Стара жінка                                                      |                                          |
| 1990 | Тиха ніч, смертельна ніч 4          | Керерін                                                          |                                          |
| 1991 | Дика орхідея 2: Два відтінки смутку | Місіс Фель                                                       |                                          |
| 1991 | Великий каньйон                     | Місіс Менкен                                                     |                                          |
| 2001 | Малголленд Драйв                    | Ірен                                                             |                                          |